# Храм Афродиты (Книд)

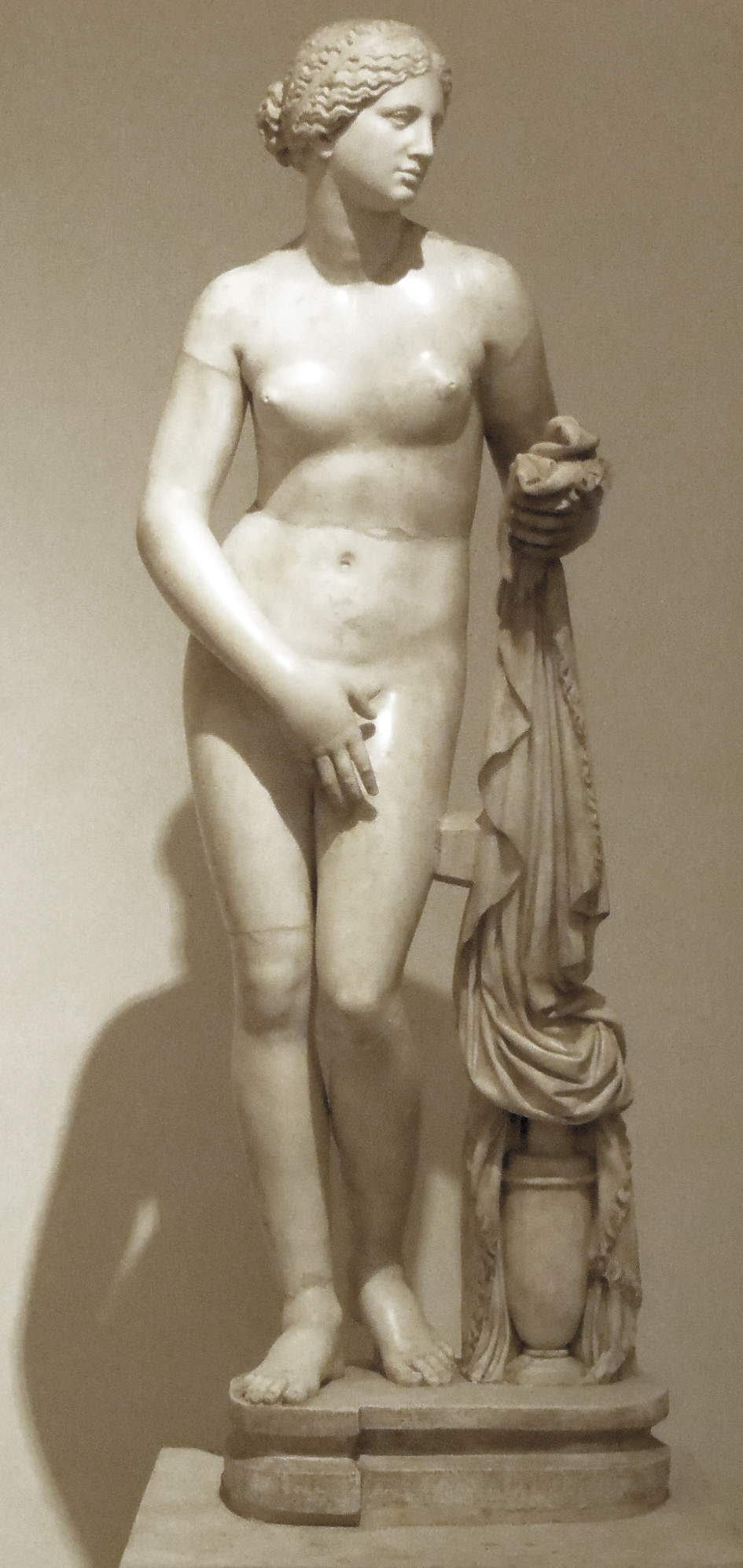
Афродита Книдская

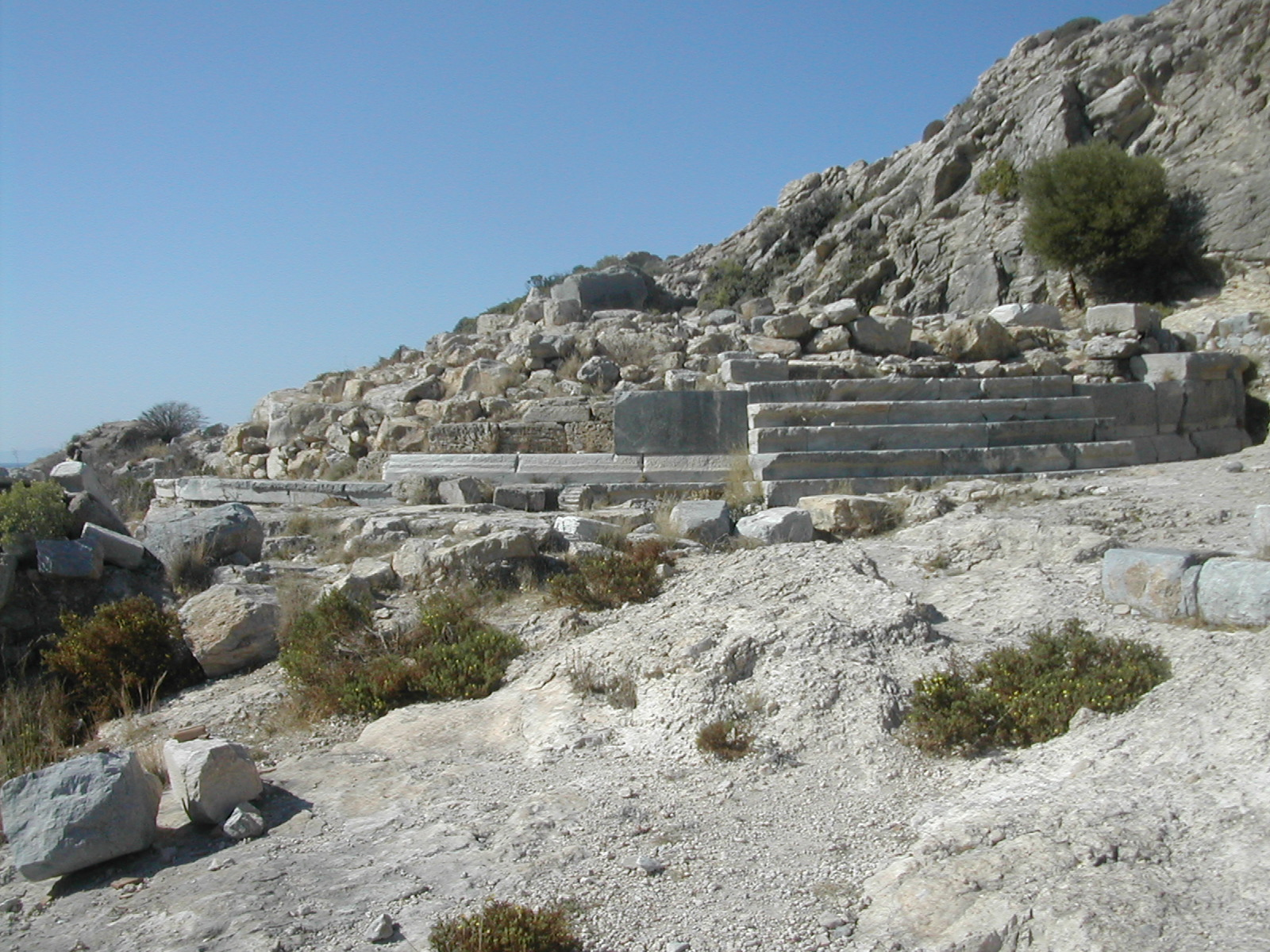
Основание храма Афродиты

Храм Афродиты — святилище в древнегреческом городе Книд, посвящённое богине любви Афродите. Это было знаменитое место паломничества, известное тем, что здесь находилась знаменитая статуя Афродиты Книдской.
Храм был посвящён богине под её эпитетом Афродита Эвплоя или «Афродита добрая помощница в плавании», что служило её именем в качестве морской богини, очень популярной среди моряков.
Это было значимое святилище, известное в древнем мире тем, что в нём находилась первая культовая статуя богини, изображающая её обнаженной, которая была создана скульптором Праксителем в 365 году до нашей эры. Таким образом, храм стал местом паломничества и продолжал оставаться таковым и во времена Римской империи. Он представлял собой круглый дорический храм, окружённый колоннадами. Необычно было то, что у храма были двери и в задней части, и статуя была помещена не в конце зала целлы храма, а в середине круглого храма, что позволяло паломникам видеть статую со всех сторон. Вокруг храма среди благоухающих кустарников были расставлены ложи, чтобы люди могли заниматься сексом. Копия знаменитого храма была возведена на вилле императора Адриана в Тиволи.
Если храм все ещё использовался в IV веке, то был бы закрыт во время гонений на язычников в поздней Римской Империи. Святилище было раскопано Айрис С. Лав в 1970 году. На этом месте она нашла мраморное основание и фрагменты статуи Афродиты работы Праксителя .